# الحاسي (ولاية غليزان)
الحاسي  هي إحدى بلديات ولاية غليزان الجزائرية.
تعتبر بلدية الحاسي من بلديات ولاية غليزان المنبثقة عن التقسيم الإداري لسنة 1984 تقع جنوب شرق الولاية، يحدها شمالا بلدية أولاد يعيش وجنوبا بلدية حد الشكالة وشرقا عين طارق وغربا بلدية منداس، تبعد عن مقر الولاية بحوالي 75 كلم.
تمتاز بلدية الحاسي بمسالكها الوعرة باعتبارها تقع قريبة من منطقة تيارت تمتاز بالبرودة الشديدة شتاء والحرارة المعتدلة صيفا.